# ماكيراتي كامبانيا
ماكيراتي كامبانيا هي بلدية في مقاطعة كازيرتا في إقليم كامبانيا في في جنوب إيطاليا، وتقع على بعد حوالي 25 كيلومتر (16 ميل) شمال نابولي وحوالي 6 كيلومتر (4 ميل) غرب كازيرتا.
تحُد ماكيراتي كامبانيا البلديات التالية:
بلدية كاساجيوفي, بلدية كاسابولا, بلدية كورتي, بلدية مارشانيزي, بلدية بورتيكو دي كاسيرتا, بلدية ريكالا, بلدية سانتا ماريا كابوا فيتيري.

## تاريخها
يرتبط تاريخها ( من حيث أصولها) بمدينة كابوا القديمة ، المقابلة لسانتا ماريا كابوا فيتيري الحالية ، لأنها كانت جزءا من الأخيرة لعدة قرون ، حتى غزاها المسلحين اللذين دمروا كابوا القديمة في عام 841.وكان اللومبارديون والنورمان والسوابيان والأنجيفين والأراغونيس يسيطرون على السكان. وفقا لفرانشيسكو غراناتا، امتدت مدينة كابوا القديمة في منطقة تبلغ مساحتها حوالي ستة أميال، وفي القرن الثامن عشر، احتلتها قرى إس ماريا ماجوري وإس بيترو في كوربو وكورتي وماشيراتا وإس أندريا دي لاغني. علاوة على ذلك ، بالقرب من كنيسة العذراء المباركة للنعم في ماشيراتا كامبانيا ، كان هناك بورتا أتيلانا القديمة في كابوا التي بدأت منها فيا أتيلانا ، مما أدى إلى مزرعة ماشيراتا التي ربطت كابوا القديمة بأتيلا.

## شعار وراية
لدى بلدية ماشيراتا كامبانيا لها شعار النبالة الخاص بها, ولونه أزرق ، مكون من بقرة فضية ، مثبت على سهل أخضر ، مع شريط ذهبي. وتتكون اللافتة البلدية من قطعة قماش صفراء مطرزة بالفضة وعليها شعار النبالة وفي المنتصف يوجد اسم البلدية بالفضة. تم تعريف كل من شعار النبالة والراية في المادة 4 من النظام الأساسي للبلدية.